# Monte Bumstead
Il Monte Bumstead (in lingua inglese: Mount Bumstead) è una grande montagna isolata, alta circa 2.990 m, situata circa 19 km a sudest dell'Otway Massif, nelle Grosvenor Mountains, catena montuosa che fa parte dei Monti della Regina Maud, in Antartide. 
Fu scoperto dal retroammiraglio Richard Evelyn Byrd nel novembre 1929 durante il volo verso il Polo Sud nel corso della sua spedizione polare.
La denominazione è stata assegnata dallo stesso Byrd in onore di Albert H. Bumstead (1885-1940), all'epoca capo cartografo della National Geographic Society e inventore della bussola solare, uno strumento che utilizzava l'ombra del sole per determinare la direzione nelle aree in cui le tradizionali bussole ad ago magnetico non sono utilizzabili.